# Ivan Skot Eriugena
Ivan Skot Eriugena (lat. Johannes Scotus Eriugena) (oko 815. – 877.), irski srednjovjekovni teolog, filozof novoplatoničar i pjesnik.

## Životopis i djelovanje
Bio je prvi veliki filozof rane skolastike. Mnoge misli temelji na mističko-novoplatoničkim i panteističkim spisima Pseudo-Dionizija Areopagita, čije je spise s grčkoga preveo na latinski.
Tijekom svog boravka na dvoru francuskog kralja Karla Ćelavog, branio je učenje o slobodi volje. Ustrajavao je na izmirenju razuma i kršćanske teologije, pri čemu je davao prednost razumu nad autoritetom.
Glavno mu je djelo De divisione naturæ (O razdiobi prirode), u kojemu opisuje put od Boga (te stvaranja svijeta) k Bogu (u kojemu čovjek nalazi posljednje utočište). Ovo je djelo papa Honorije III. osudio godine 1225. godine, a sam Eriugena proglašen je heretikom. Djelo se dugo smatralo izgubljenim; ponovo je pronađeno 1681. godine i odmah je stavljeno na Popis zabranjenih knjiga.
U pitanju univerzalija Eriugena je realist. On priznaje četverostruku podjelu prirode, sukladno tome je li nešto stvara ili ne, odnosno, da li je stvoreno ili nije.

## Djela
- "O božanskoj predodredbi"
- "O razdiobi prirode" (De divisione naturae)